# Clacton-on-Sea
Clacton-on-Sea är den största staden på Tendring-halvön i Essex i England. Staden, som grundades 1871, är en kuststad, som på sommaren attraherar många turister. Clacton har en nöjespir, arkader, en golfbana och ett flygfält. Under två dagar på sommaren kan turister få se flygplansuppvisning, ibland inkluderande Avro Lancaster, Spitfire, helikoptrar, och höjdpunkten av uppvisningen - Royal Air Force Aerobatic Team (Red Arrows).
Clacton-on-Sea har två teatrar, West Cliff Theatre och Princes Theatre.
Clacton-on-Seas folkmängd har vuxit högst påtagligt: 1901 var den 7 456, 1991 var den 45 065 och idag över 53 000.

## Historia
Vid Clacton-on-Sea har fynd från mellanpaleolitikum påträffats. En datering av djurben gjord med urandatering visat att föremålen är ca 245 000 år gamla. Fynden har fått gett namn till Clactontekniken, som är den teknik för framställning av stenverktyg som användes vid Clacton-on-Sea på den tiden, men som också finns i Frankrike och på andra platser under paleolitikum. 
Great Clacton bosattes av kelterna cirka 100 f.Kr. Det finns några vaga tecken på att romarna använde Clacton-området. Namnet Clacton uppstod cirka 500 e.Kr. när området övertogs av saxarna under ledaren Clacc. Det ursprungliga namnet, Claccingaton, betyder "Clacc-folkets by". 
Byn nämndes i Domedagsboken (Domesday Book) år 1086, och kallades då Clachintuna.
Samlingspunkt för bylivet var St. John's Church, som nu är den äldsta byggnaden i Clacton. En seglivad teori är att smugglare använde en tunnel för att föra in smuggelgods från kusten till Ship Inn, men den avfärdas av historiker. Nuförtiden kallas detta samhälle Great Clacton. 
Clacton-on-Sea, såsom vi känner till det idag, grundades 1871 av Peter Buff som en sommarsemesterstad. Den huvudsakliga transportvägen var ursprungligen havet. Skepp kom och lade till vid Clacton Pier. Människor som ville komma landvägen var tvungna att åka genom Great Clacton. På 1920-talet byggdes en mer direkt väg för att ta hand om anstormningen av semesterfirare.

## Industri
Innan den industriella revolutionen bestod Clactonsbornas utkomst huvudsakligen av jordbruk. När den industriella revolutionen spreds över landet, insåg bönderna i Clacton att deras utrustning var föråldrad. En ångdriven kvarn byggdes 1867, som ersättning för en väderkvarn (som slutligen revs 1918).